# 基兄王
基兄王（もとえおう、天長元年（824年） - 元慶5年11月22日（881年12月16日））は、平安時代初期から前期にかけての皇族。名は基枝王とも記される。桓武天皇の孫。三品・葛井親王の長男。官位は正四位下・大蔵卿。

## 経歴
仁明朝の承和11年（844年）二世王の蔭位により無位から従四位下に直叙され、翌承和12年（845年）宮内大輔に任ぜられる。承和14年（847年）民部大輔に転任する。文徳朝の斉衡3年（856年）従四位上に叙せられるが、翌天安元年（857年）山城守に任ぜられ、地方官に転じる。
その後、清和朝にて散位を経て貞観5年（863年）民部大輔として京官に復す。貞観7年（865年）正月に安芸守に任ぜられ再び地方官に転じるが、間もなく母親の死去に伴い一旦官職を辞任し、同年5月に再任されている。貞観11年（869年）に安芸守の任期を終えた後は、弾正大弼・刑部卿・大蔵卿と清和朝後半から陽成朝にかけて京官を歴任し、貞観16年（874年）には正四位下に叙せられている。
元慶5年（881年）11月22日卒去。享年58。最終官位は大蔵卿正四位下。

## 官歴
『六国史』による。
- 承和11年（844年） 正月7日：従四位下
- 承和12年（845年） 7月3日：宮内大輔
- 承和14年（847年） 2月11日：民部大輔
- 嘉祥4年（851年） 4月1日：出居侍従
- 斉衡3年（856年） 正月7日：従四位上
- 天安元年（857年） 9月10日：山城守
- 天安2年（858年） 8月27日：作路司（文徳天皇崩御）
- 貞観5年（863年） 2月10日：民部大輔
- 貞観7年（865年） 正月27日：安芸守。5月16日：安芸守
- 貞観11年（869年） 2月16日：弾正大弼
- 貞観12年（870年） 2月21日：刑部卿
- 時期不詳：大蔵卿
- 貞観16年（874年） 正月7日：正四位下
- 元慶5年（881年） 11月22日：卒去（大蔵卿正四位下）